# Skyddslagen

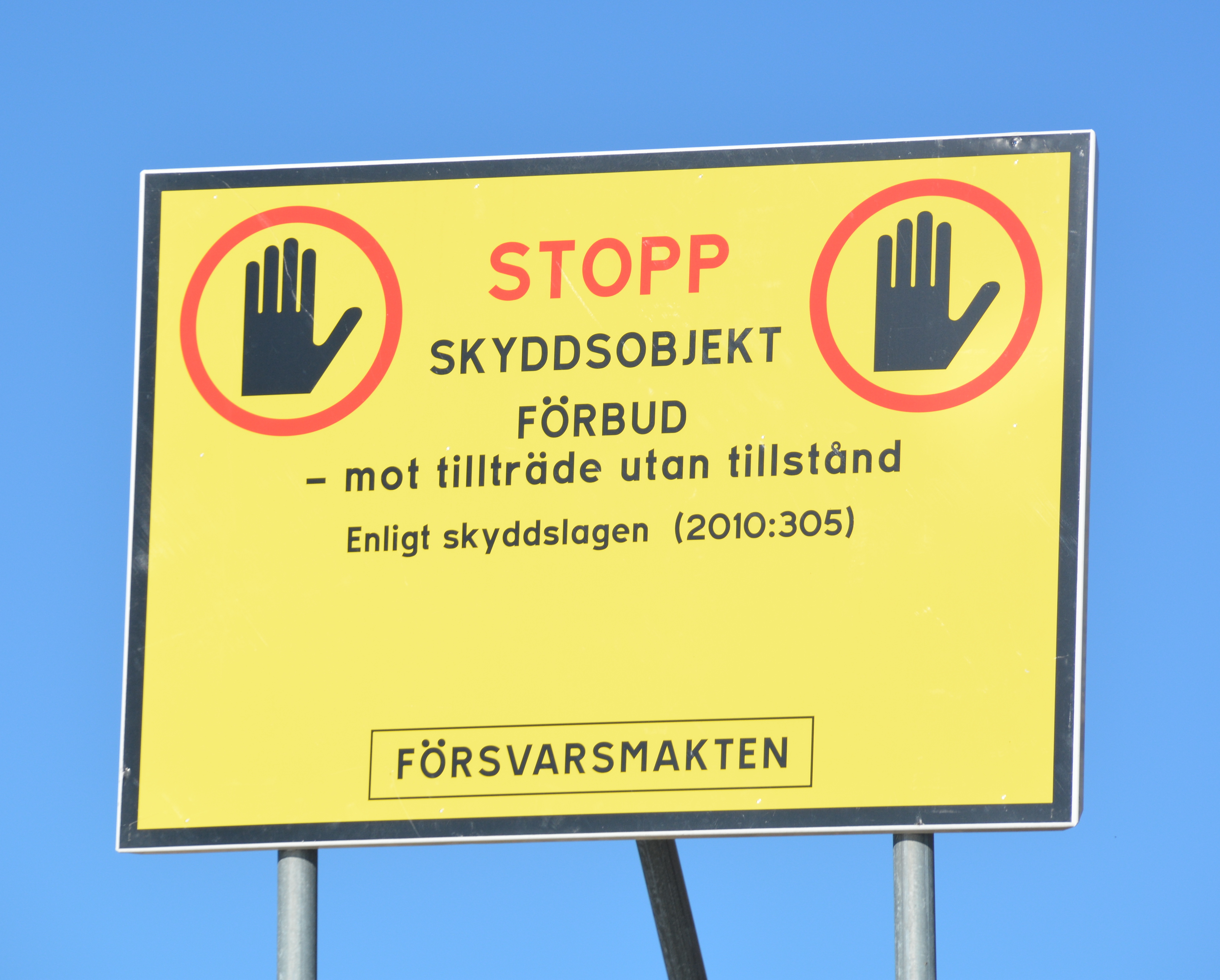
Skylt för militärt skyddsobjekt

Skyddslagen (2010:305) innehåller bestämmelser som avser att skydda särskilda skyddsobjekt mot sabotage, terroristbrott, grovt rån samt spioneri och röjande av hemliga uppgifter som rör totalförsvaret. Lagen avser också ge allmänheten skydd mot skada till följd av militär verksamhet.
Att något beslutas vara skyddsobjekt innebär tillträdesförbud eller förbud mot vissa aktiviteter men ger också de som bevakar objektet särskilda befogenheter. Dessa benämns skyddsvakter om de inte är polismän.

## Förbuden
- Tillträdesförbud
- Avbildningsförbud
- Förbud mot vattenaktivitet

Ett skyddsobjektsbeslut innebär som huvudregel att obehöriga inte har tillträde. Det kan också beslutas att det skall vara förbjudet att avbilda, beskriva och mäta skyddsobjektet (avbildningsförbud) eller att det skall vara förbjudet att bada, ankra, dyka eller fiska på platsen (vattenaktivitet).
Räcker för att tillfredsställa skyddsbehovet får tillträdesförbudet istället ersättas av ett avbildningsförbud eller förbud mot vattenaktivitet.
För att dömas till olovligt tillträde till skyddsobjekt, olovlig avbildning eller olovlig vattenaktivitet krävs inte uppsåt utan det räcker med oaktsamhet.

### Påföljder
Brott mot skyddslagens tillträdesförbud har en straffskala från fängelse i 14 dagar till högst två års fängelse. Obehörigt tillträde till skyddsobjekt är ett så kallat artbrott vilket innebär att det finns presumtion till att välja fängelse som påföljd.
Om överträdelsen framstår som bagatellartad kan brottet i stället i undantagsfall rubriceras som ringa. Brottet skall då ha begåtts av oaktsamhet, varit kortvarigt och skett utan att passera inhägnad samt utan att störa verksamheten vid objektet. Ringa brott mot tillträdesförbudet har en straffskala från böter till högst sex månaders fängelse. 
Olovlig avbildning och olovlig vattenaktivitet kan ge böter eller upp till ett års fängelse.
Den som ljuger eller vilseleder för att få tillträde till ett skyddsobjekt kan dömas till böter eller högst sex månaders fängelse.

## Skyddsobjekt
Byggnader, andra anläggningar och områden kan beslutas vara skyddsobjekt. Även fartyg för transport av kärnämnen och militära fordon, fartyg och luftfartyg samt militära transporter av stora mängder vapen eller sprängämnen kan vara skyddsobjekt. Vid krig eller höjd beredskap kan även lok och tågvagnar vara skyddsobjekt.
Regeringen eller utsedda myndigheter får besluta om skyddsobjekt. De som försvarsmakten beslutar om brukar kallas militära skyddsobjekt och de övriga kallas civila skyddsobjekt.

### Militära skyddsobjekt
Försvarsmakten beslutar om skyddsobjekt som disponeras av Försvarsmakten, Försvarets materielverk, Försvarets radioanstalt eller Totalförsvarets forskningsinstitut. Skyddsobjektsbeslut som avser område för övning eller prov eller som behöver avlysas för att försvarsmakten skall kunna hindra kränkning eller bemöta ett väpnat angrepp får försvarsmakten också besluta om. Även områden som behövs för främmande stats eller NATO:s militära styrka får beslutas vara skyddsobjekt efter beslut av försvarsmakten.

### Civila skyddsobjekt
Regeringen beslutar om skyddsobjekt avseende riksdagens eller regeringens byggnader. Säkerhetspolisen får besluta om att statsministerns bostad skall vara skyddsobjekt.
Övriga skyddsobjekt får länsstyrelsen i det län skyddsobjektet befinner sig i besluta om. När det gäller fartyg för transport av kärnbränsle är det länsstyrelsen i hemmahamnen som fattar skyddsobjektsbeslut.
Civila skyddsobjekt är exempelvis kungens och statsministerns bostäder, kärnkraftverk och viktig infrastruktur såsom serverhallar, flygplatser och hamnar. 

## Bevakning
Den som äger eller nyttjar ett skyddsobjekt ansvarar för att det bevakas. Det skall framgå av ett skyddsobjektsbeslut vem som ansvarar för bevakningen. Säkerhetspolisen ansvarar för bevakning av statsministerns bostäder.
För bevakning får polismän eller särskilt utsedda skyddsvakter med särskilda befogenheter anlitas.
Militärpolis inom försvarsmakten har status som polisman. Att polismän anlitas för bevakning av civila skyddsobjekt torde vara synnerligen ovanligt.

## Tillkännagivande
Den som äger eller nyttjar ett skyddsobjekt ansvarar upplysa om objektets status genom skyltning eller på annat sätt. Det normala är att skyddsobjekt förses med skyltning. Är det av särskild vikt att ett objekt hålls hemligt kan det upplysas om muntligen.
Försvarsmakten beslutar om hur skyltarna skall se ut. Skyltarna skall vara på svenska och får kompletteras med skyltar på andra språk eller med tilläggsskyltar. Skyltarna är gula med svart ram. För byggnader med kulturhistoriskt värde får i stället grå skyltar användas.

## Historia

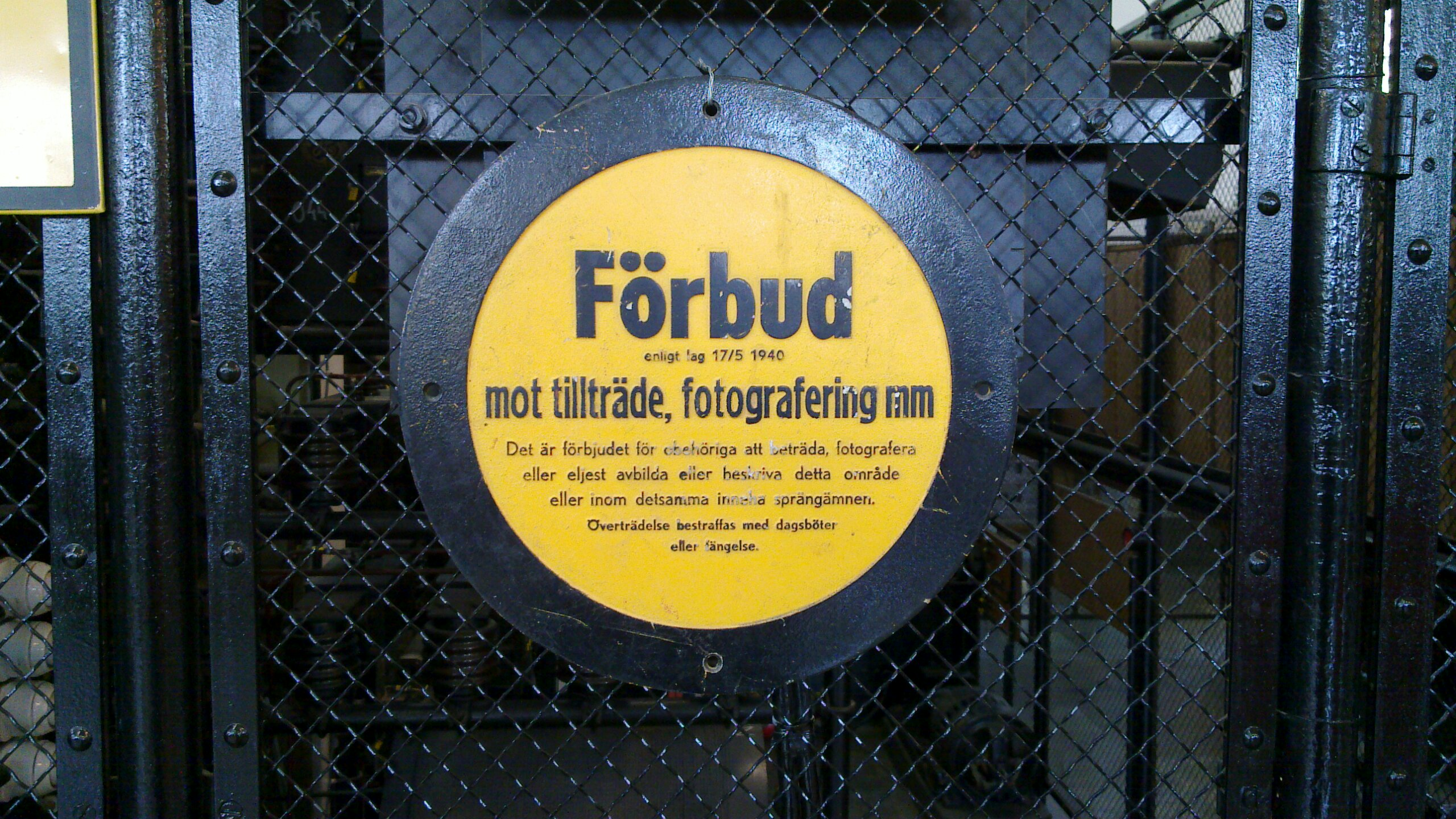
Skylt som upplyser on skyddsföremål enligt lag med vissa bestämmelser till skydd för försvaret m.m.

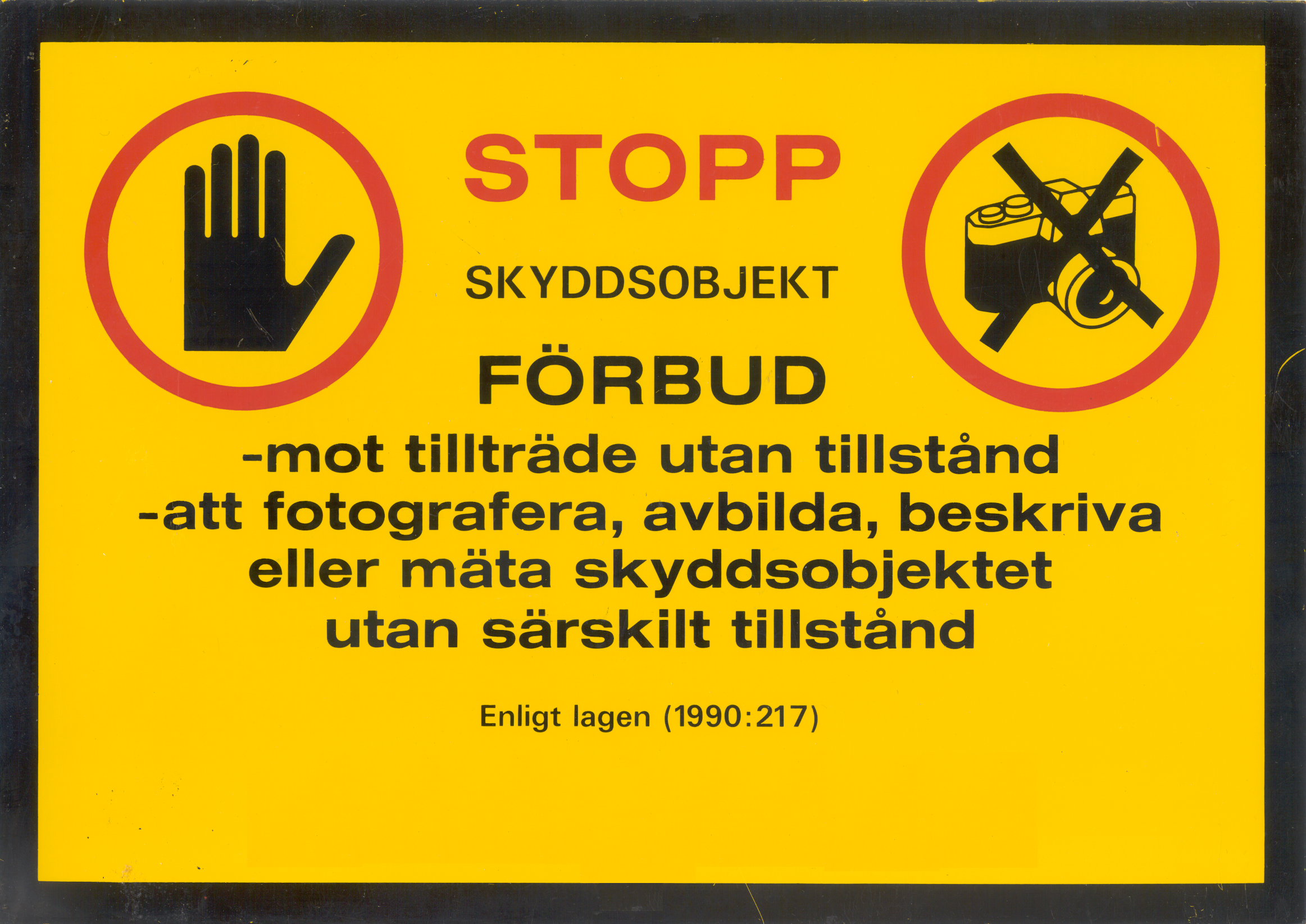
Äldre skylt för skyddsobjekt enligt lag om skydd för samhällsviktiga anläggningar m.m.

I samband med andra världskrigets utbrott kom lag med vissa bestämmelser till skydd för försvaret m.m att stiftas. Den nya lagen gav försvarsmakten och länsstyrelserna befogenhet att besluta om sk. skyddsföremål, numer benämnt skyddsobjekt. Den nu gällande skyddslagen trädde i kraft den 1 juli 2010 och ersatte då lagen (1990:217) om skydd för samhällsviktiga anläggningar m.m.

## Exempel på skyddsobjekt
Till skyddsobjekt kan utses:
- Statliga förvaltningsbyggnader
- Statschefens residens och bostäder
- Statsministerns bostäder
- Försvarets anläggningar och områden
- Militära fartyg och luftfartyg
- Befolkningsskyddets anläggningar och områden
- Räddningstjänstens anläggningar och områden
- Övriga civilförsvarets anläggningar och områden
- Energiförsörjningens anläggningar och områden
- Vattenförsörjningens anläggningar och områden
- Radio- och TV-företagens anläggningar och områden
- Kriminalvårdens anläggningar och områden
- Radio- och telekommunikationernas anläggningar och områden
- Transporternas anläggningar och områden
- Försvarsindustrins anläggningar och områden
- Områden där en främmande stats militära styrka bedriver övningar i Sverige